# Erik Mouthaan
Frederik (Erik) Mouthaan (Leiden, 1973) is een Nederlands journalist en nieuwscorrespondent. Sinds 2006 is hij de vaste Amerika-correspondent van RTL Nieuws. Zijn standplaats is New York.

## Loopbaan
Sinds 1995 is Mouthaan werkzaam bij het RTL Nieuws, daar was hij tot 2000 werkzaam op de buitenlandredactie en daarna als algemeen verslaggever. Hij versloeg alle gebeurtenissen rond het koninklijk huis, maar ook de terroristische aanslagen in Madrid en Londen. In 2006 volgde Mouthaan Max Westerman op als correspondent voor het RTL Nieuws in de Verenigde Staten, met als standplaats New York.
In zijn jaren als correspondent voor RTL Nieuws versloeg hij de verkiezingen van 2008. In datzelfde jaar kwam zijn boek Tijd voor verandering uit, een boek over de verkiezing van Barack Obama. In de jaren erna versloeg hij de nasleep van de zware aardbeving in Haïti in 2010, orkaan Irene, en de tweede termijn van Barack Obama. Mouthaan versloeg ook de verkiezingen van 2016, 2020 en 2024.
Sinds 2019 presenteert Mouthaan de podcastserie Bestemming Witte Huis waarin wekelijks de Amerikaanse politiek wordt besproken. Aanvankelijk samen met Michiel Klaasen, later met Ruben Leter en tegenwoordig met Sophie van der Meer. 
In 2022 bracht hij het boek New York, de gedroomde stad uit.

## Bestseller 60
| Boeken met noteringen in de Nederlandse Bestseller 60 | Jaar van verschijnen | Datum van binnenkomst | Hoogste positie | Aantal weken | Opmerkingen |
| ----------------------------------------------------- | -------------------- | --------------------- | --------------- | ------------ | ----------- |
| New York, de gedroomde stad                           | 2022                 | 27-04-2022            | 29              | 2            |             |

- International Standard Name Identifier: 0000 0003 8243 1914
- Virtual International Authority File: 265396171